# جنگ کابل (۱۹۹۶–۱۹۹۲)
جنگ کابل به مجموعه‌ای از نبردها در جریان جنگ داخلی افغانستان بین سال‌های ۱۹۹۲ تا ۱۹۹۶ میلادی گفته می‌شود که بر سر شهر کابل، پایتخت کشور افغانستان صورت گرفت.
در شهر کابل پیش از آن در طول جنگ شوروی در افغانستان از سال ۱۹۷۹ تا ۱۹۸۹ میلادی و سپس در جنگ داخلی بین سال‌های ۱۹۸۹ تا ۱۹۹۲ میلادی درگیری‌های اندکی رخ داده بود. سقوط دولت محمد نجیب‌الله، جمهوری دموکراتیک افغانستان باعث شد که دولت اسلامی افغانستان طبق توافقنامه پیشاور تأسیس شود. هدف این پیمان توافق صلح و تقسیم قدرت بود که تمام احزاب افغانستان در سال ۱۹۹۲ با آن توافق کردند و متحد شدند، به غیر از حزب اسلامی گلبدین حکمتیار که آن را نپذیرفت. اگرچه در این زمان به حکمتیار پیشنهاد نخست‌وزیری داده شد اما او درصدد حاکمیت کامل در افغانستان بود. حکمتیار سریعاً بمباران شهر کابل را آغاز نمود که باعث شروع دورهٔ جدیدی از جنگ در افغانستان شد. در همین حال گروه‌های دیگر کمونیستی و جهادی با پشتیبانی کشورهایی همچون پاکستان، عربستان، ایران و ازبکستان به حمایت گروه‌های مختلف این جنگ پرداختند.